# Melinaea lucifer
Melinaea lucifer är en fjärilsart som beskrevs av Bates 1862. Melinaea lucifer ingår i släktet Melinaea och familjen praktfjärilar. Inga underarter finns listade i Catalogue of Life.